# When We Stand Together
When We Stand Together – pierwszy singel kanadyjskiego zespołu rockowego Nickelback z albumu Here and Now. Swoją premierę miał 26 września 2011 roku, został wydany przez wytwórnię płytową, Roadrunner Records. Nagrania zrealizowano w Mountain View Studios w Vancouver.

## Pozycje na listach
| Notowania                      | Najwyższa pozycja |
| ------------------------------ | ----------------- |
| Kanada (Canadian Hot 100)      | 10                |
| Niemcy (Media Control Charts)  | 6                 |
| Japonia (Japan Hot 100)        | 16                |
| US (Billboard Hot 100)         | 44                |
| US Adult Pop Songs (Billboard) | 12                |